# Dimitrije I., veliki knez Moskve
Dimitrije I. Donski ( 12. listopada 1350. – 19. svibnja 1389.) je bio veliki knez Moskve od 1359. i Vladimira od 1363. godine.

## Borba za nasljedstvo
U trenutku smrti Dimitrijeva oca Ivana II. 1359. godine novi veliki knez je imao samo 9 godina. Tu prilično opasnu situaciju po novoga vladara tada spašava Aleksej patrijarh ruske pravoslavne crkve postaje njegov regent. Bez obzira na to crkveno upletanje koje sigurno spašava Dimitrijev život od strane ruskih pretendenata na vladavinu u Moskvi ono je bilo bez ikakva utjecaja na Zlatnu Hordu koja donosi odluku da se titula velikog kneza Vladimira uruči Dimitriju knezu Suzdala. Ta odluka će biti opozvana tek 1363. godine kada dolazi do vjenčanja Dimitrija Donskog i kćerke Dimitrija od Suzdala. To vjenčanje neće dovesti do potpunog mira između dva velika protivnika, ali su oni od tada ponekad saveznici, a ponekad ponovno neprijatelji.

## Litva
Veliki požar koji 1365. godine uništava Moskvu kako će se kasnije dokazati biva bogom dan za spas sveukupne države. Uvidjevši ovo uništenje Dimitrije Donski naređuje prvu gradnju Kremlja od kamena kako bi se spriječilo ponavljanje ove nesreće. Ta gradnja se ubrzo isplaćuje kada nakon Moskovskog poraza u bitci protiv Litve i Tvera 21. studenog 1368. godine protivnička vojska opsjeda Kremlj. Jedini razlog koji sprečava njegov pad tada postaju novi od kamena napravljeni zidovi. Dimitrijeva osveta za ovaj poraz biva paljenje područja velikog Tverskog kneževstva u ljeto 1370 godina. Taj potez 1372. godine dovodi do nove neuspješne opsade Kremlja od strane Litve koja nakon osvajanja Smolenska ima granicu samo 70 kilometara od Moskve. Na kraju jedini kakav takav Moskovski uspjeh će biti povratak Smolenska. Ovaj rat na kraju završava prije svega smrću Olgierda velikog vojvode Litve 1377. godine nakon čega će ova neprijateljska država biti zauzeta svojim unutrašnjim problemima.

## Donski
Kraj ovog rata kao i nestanak nezavisnog Tvera je bio očit Dimitriju Donskom već koju godinu ranije tako da on s Dimitrijem od Suzdal napada i pobjeđuje Bugarsku državu ( na području Volge ) koja tada u Rusiji postaje potpuno nevažni budući faktor. Ti Moskovski uspjesi su stvorili paniku kod Zlatne Horde koja se pobojala da njihov vazal postaje prejak za vlastito dobro. Prvu mongolsku vojsku Dimitrije Donski pobjeđuje 11. kolovoza 1378. godine, samo da dvije godine potom bila poslana puno veća vojska.
U bitci kod Kulikova kod rijeke Don 8. rujna 1380. godine Dimitrij veliki knez Moskve pobjeđuje vojsku Zlatne Horde koju predvodi kan Mamaj i dobiva svoj nadimak Donski. Taj neočekivani događaj dovodi do promjene mongolskog rukovodstva i nove invazije 1382. godine. Ovoga puta Moskvi nije bilo spasa i ona pretrpljuje katastrofalne posljedice radi pobune Dimitrija Donskog koji tada bježi na dovoljno daleko i na dovoljno sigurno mjesto.
U mirovnom sporazumu koji će se potom sklopiti Moskva ponovno postaje zadužena za skupljanje poreza ruskih zemalja u ime Zlatne Horde, a Dimitrije Donski je ponovno njen vladar. On umire 19. svibnja 1389. godine prepuštajući svoju državu sinu bez potrebe da on bude potvrđen od mongolskog kana što je po prvi put u povijesti Moskve .
Zbog svoje pobjede nad Mongolima 1380. godine Dimitrije Donski je postao mitska ličnost Ruske povijesti.
| Prethodnik Ivan II. | knez Moskve | Nasljednik Vasilije I. |